# 阿仁スキー場
北秋田市営阿仁スキー場（あにスキーじょう）は、秋田県北秋田市阿仁に位置するスキー場である。

## 特徴

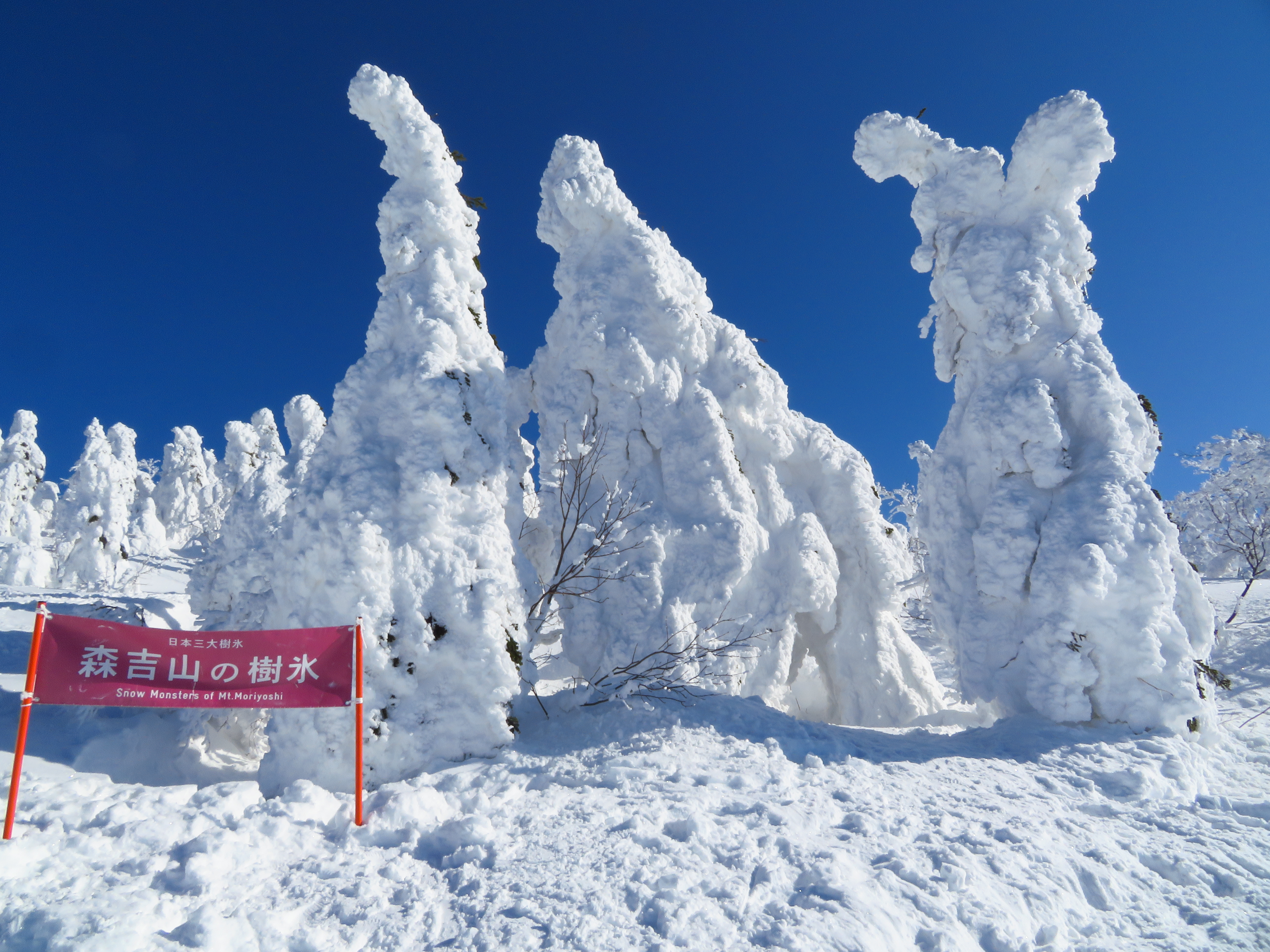
森吉山の樹氷（日本三大樹氷）

標高の高い場所では樹氷が見られる。毎年1〜3月にかけて樹氷観賞が行われている。
阿仁スキー場がある森吉山は花の百名山に数えられ、冬季期間(12月～3月)はスキー場営業期間のほか、グリーンシーズン(6月～10月)の特定期間にもトレッキングや高山植物、紅葉を観察する客のためにゴンドラやレストランが稼働（営業）していることが特徴。森吉山登山に利用する人もいる。
非圧雪コースが用意されている。山頂付近のチャレンジコースが非圧雪になっている。

## コース

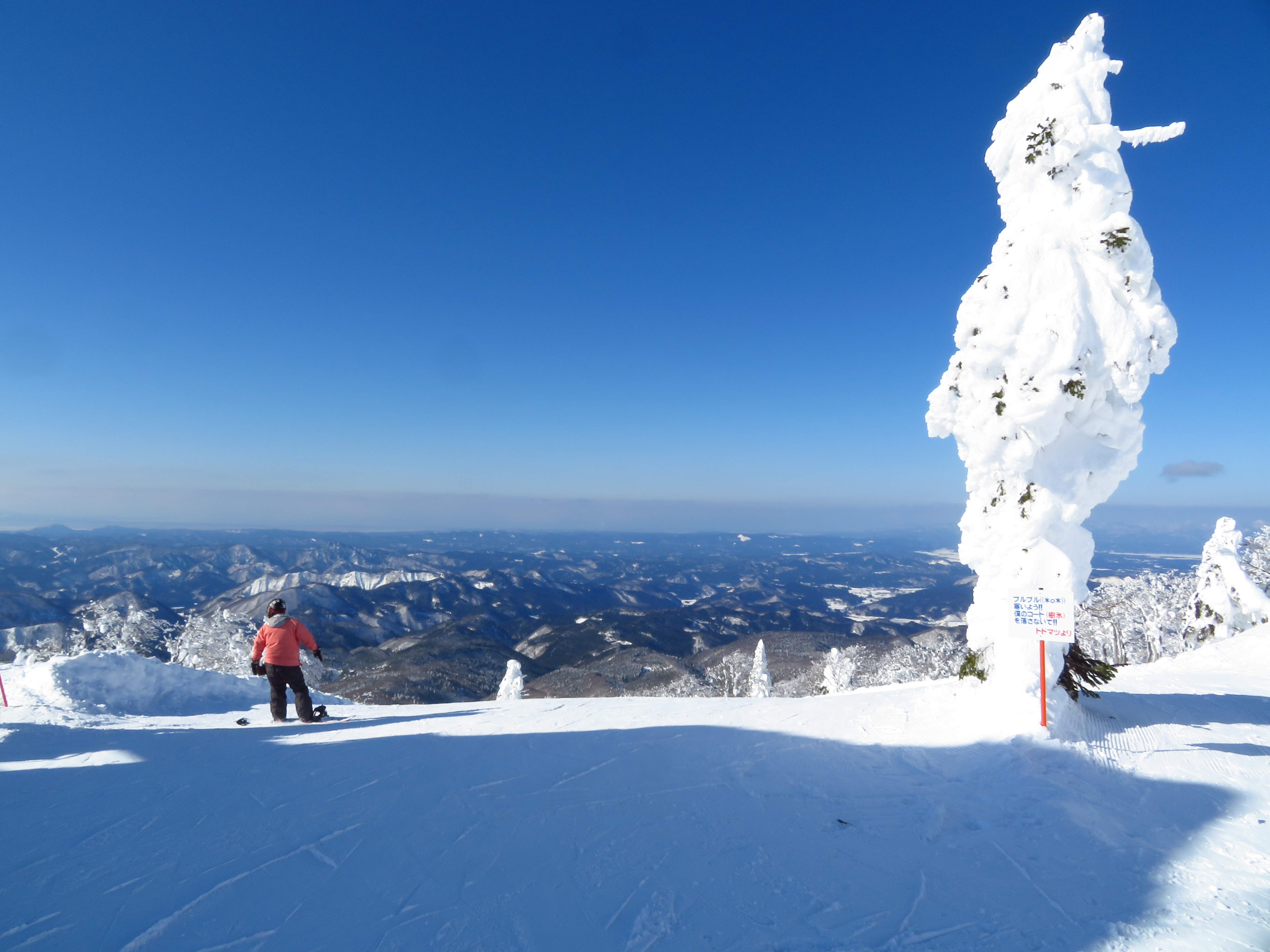
サンシャインコース
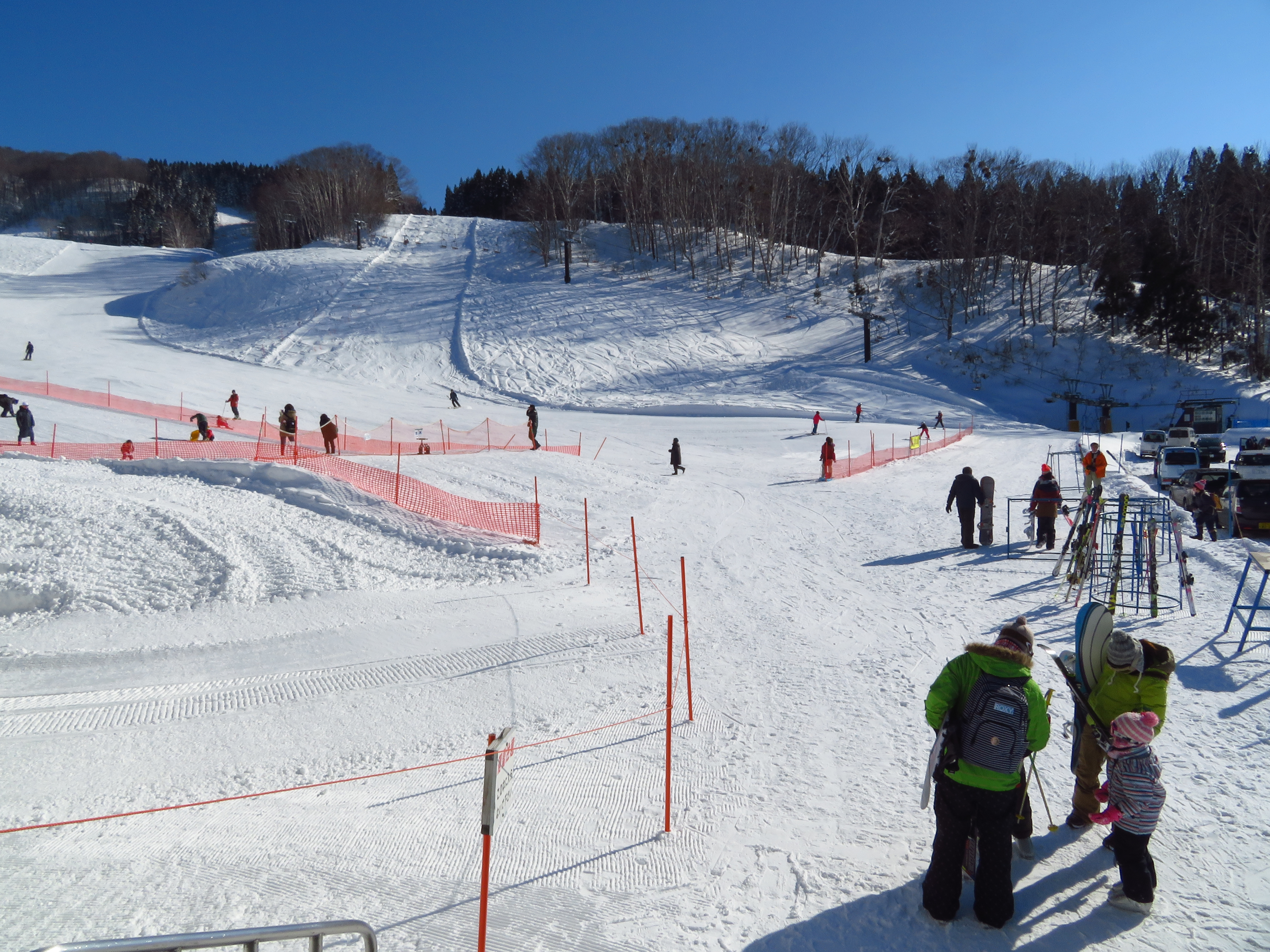
らくらくコース

サンシャインコース
全長1,100m、中級者向き。まず樹氷平で樹氷を楽しんでから、滑り楽しむことができる。標高が高いので雪質はかなり良好。第2ロマンスリフト経由で何度も昇り降り往復できる。
パラダイスコース
全長2,800m、初級者向き。ゴンドラ頂上駅からベースへと誘導して行くコース。
チャレンジコース
全長850m、中級者向き。パラダイスコースから枝分かれした傾斜のきつめなコース。圧雪はしていない。新雪やコブなど変化のある滑りを楽しめる。
ブナ街道
フラットに近いバーンが延々続くコース。傾斜がまったく無いところもある。したがって、スノーボーダーとしては泣きどころなコースと言える。ただし、ロープトウが設置されているので、移動についての心配は不要である。
らくらくコース
初級向けの、傾斜のゆるい迂回コース。第一ロマンスリフト頂上から、ベースまで滑り降りることができる。
月の輪コース
全長1,200m。中級者向き。ほどよい傾斜が続いており、スキー大会や合宿用にもふさわしいコース。第1ロマンスリフト頂上から。

- サンシャインコース
- らくらくコース

## 施設
ゴンドラ
- 全長：3,473メートル(6人乗り)[3]

- 営業時間：9:00 - 16:00
- 所要時間：片道約20分
- 山頂駅標高：1,167メートル
- 山頂駅舎：車いすで、紅葉や樹氷を見学できるビジターセンター「ぷらっと」に行くことができる。
- 山麓駅舎：レストラン 10:00～16:00(ラストオーダー 15:00）、多目的トイレ・エレベーター設置。
- 春～秋の運行は6月～10月。
- 冬の運行は12月～3月。
- 4月～5月はゴンドラが休止している為、ピステンツアー(圧雪車)でゴンドラ山頂駅まで行くことができる。

リフト
- 第１ロマンス 1,006ｍ
- 第２ロマンス 993ｍ

駐車場
- 600台(無料)

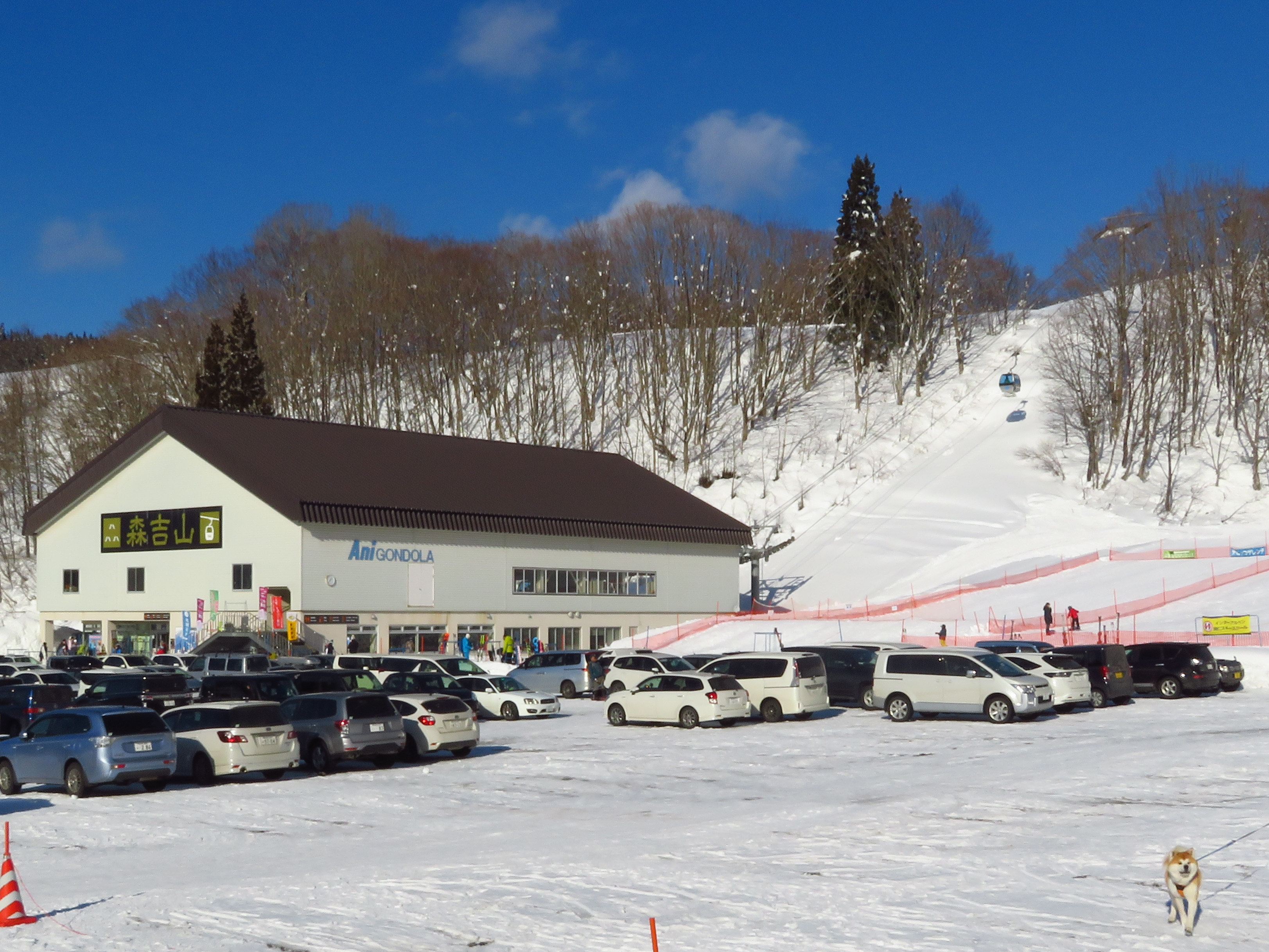
駐車場・ゴンドラ山麓駅
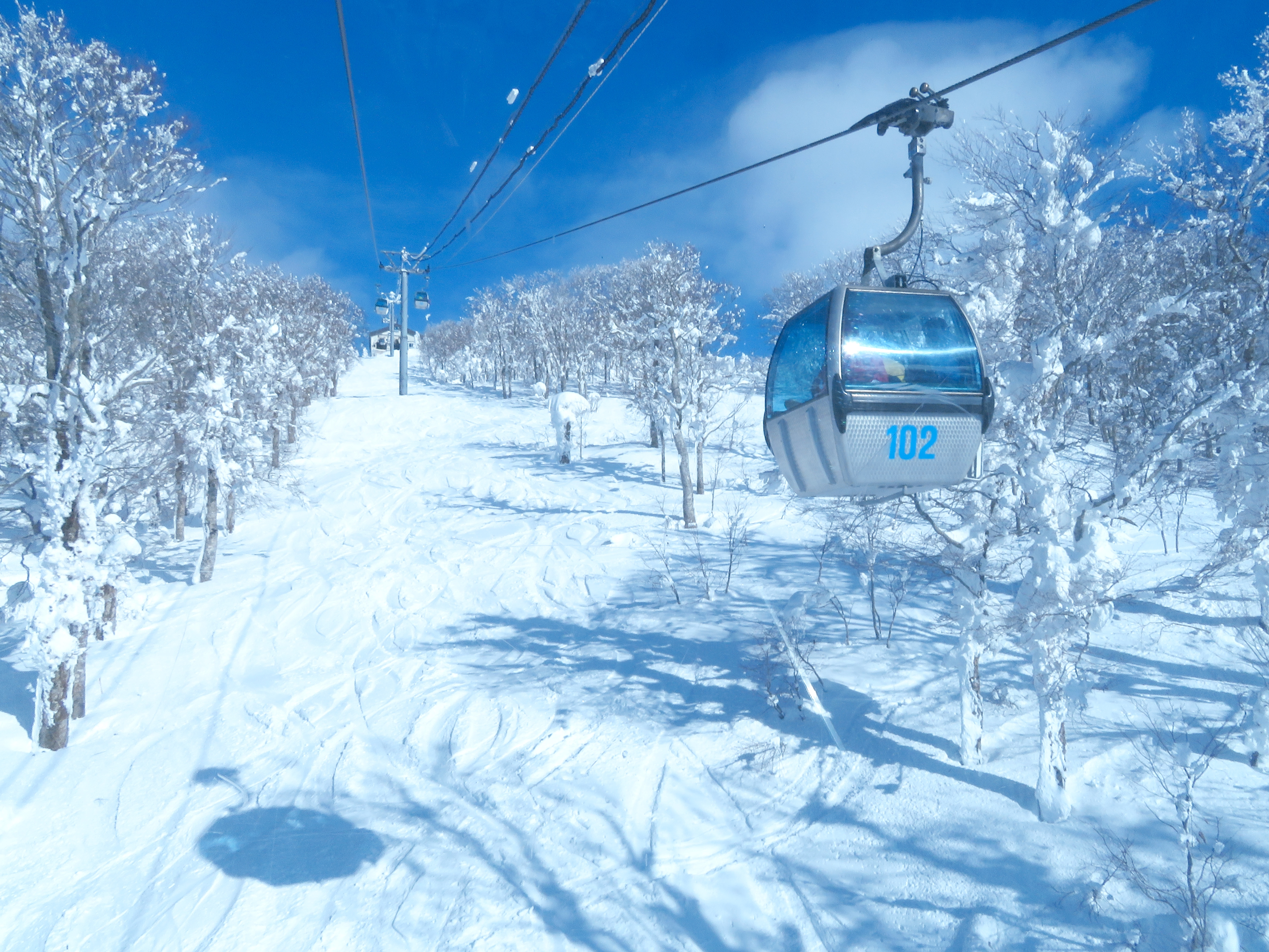
ゴンドラ山頂駅付近
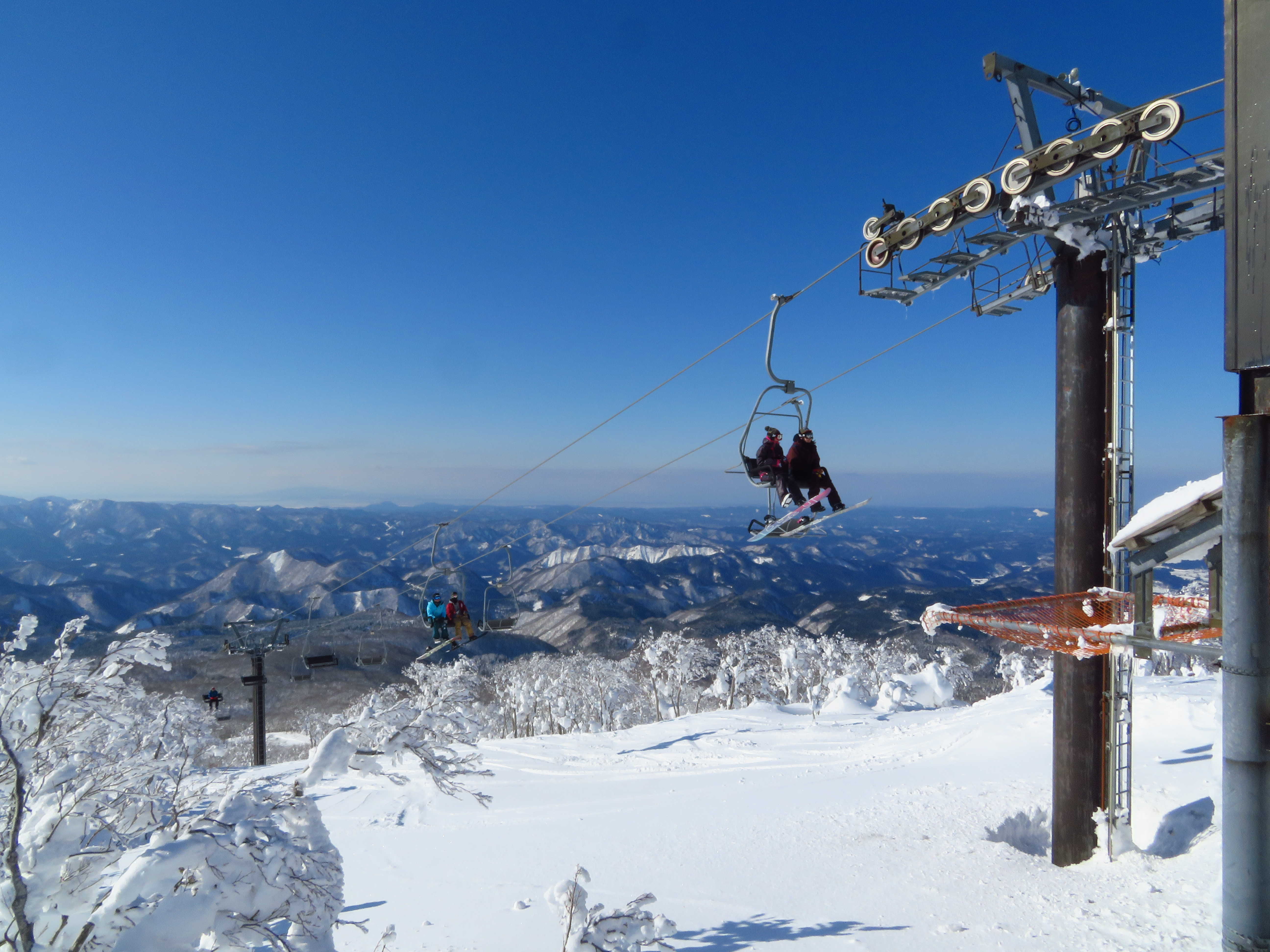
第２ロマンスリフト

## 経営
1974年頃より北秋田郡阿仁町（当時）にスキー場開発構想があり、秋田県は西武鉄道グループに進出を打診。北秋田郡森吉町（当時）もスキー場構想に参加。1982年（昭和57年）、秋田県は正式に開発計画を公表。国土計画により1987年（昭和62年）に森吉山阿仁スキー場と森吉町側の森吉山森吉スキー場が開業した。
当初は森吉山山頂までゴンドラやリフトを掛け阿仁側・森吉側をつなぐ大スキー場構想があったが、環境保護派の反対もあり、当初計画よりかなり低い地点でのゲレンデ開発となり、山頂開発計画は断念された。両スキー場はつながっていないのにリフト券が共通だったのはこの計画の名残であった。
以来、プリンスホテルが経営してきたが、グループ内のリストラにより、2006年（平成18年）12月、森吉スキー場は閉鎖、阿仁スキー場は他の8つのスキー場とともにウィンターガーデン・リゾーツに売却された。しかし1996年（平成8年）度に85,000人を数えたスキー客は、2007年（平成19年）度には44,000人へと半減。2008年（平成20年）には、ウィンターガーデン・リゾーツ側が、北秋田市に対して撤退を申し入れるに至った。スキー場の敷地は国有地を賃借しており、撤退もしくは事業を継承する企業が現れない場合には敷地の返還と現状復旧が行われ、スキー場としての機能が損なわれることから、市側は撤退を撤回するよう申し入れを行っていた。
2009年（平成21年）5月29日、北秋田市は財政支援して夏秋のみ営業し、大きな赤字が見込まれる冬季営業は見送る方針を明らかにした。このため2009-2010シーズンよりスキー場としての営業は見送られる公算が大きかったが、2009年夏季シーズン、特定非営利活動法人冒険の鍵クーンがウィンターガーデン・リゾーツよりゴンドラ等の設備を無償で借り受け運営を開始し、引き続きスノーシーズンも冒険の鍵クーンが運営を行うことで営業を継続できた。2010年（平成22年）1月からはNPO法人「森吉山」が運営を引き継いでいる。
2010年11月、ウィンターガーデン・リゾーツは北秋田市に対し、2011年（平成23年）3月末での運営からの完全撤退と施設の無償譲渡を申し入れ、譲渡先が見つからなければスキー場の現状復旧に着手する構えを見せた。北秋田市は譲渡を受けると施設保守費用や廃業の場合の現状復旧費用など多額の負担が生じるため、慎重に判断するとしていた。
2011年3月、北秋田市は阿仁スキー場が観光政策上重要であることから無償譲渡受け入れを決定、4月1日付けで譲渡が行われた。NPO法人「森吉山」が引き続き指定管理者に選定された。
スキー場は冬期スキー場営業の他に、単線自動循環式普通索道である阿仁ゴンドラを利用し、夏期運行を行い、花の百名山でもある森吉山の高山植物のお花観賞、秋は紅葉観賞を行っている。
また、冬には山形蔵王で有名な樹氷観賞もできる。

## アクセス
- 車
  - 秋田自動車道
    - 鷹巣ICから1時間
    - 五城目八郎潟ICから国道285号・国道105号線経由で1時間25分

  - 東北自動車道
    - 盛岡ICから国道46号・国道105号線経由で2時間25分

森吉山シャトル
スキー場まで予約制の乗合タクシーが通年運行している。（たかのす・ひかりタクシー・丸宮タクシー・北鹿観光ハイヤー・米内沢タクシー）。阿仁合駅からは阿仁タクシーが運行。
- JR奥羽本線鷹ノ巣駅から1時間25分
- 大館能代空港から1時間10分
- 秋田内陸縦貫鉄道秋田内陸線 阿仁合駅から25分